# Деветоюнски преврат
Деветоюнският преврат е държавен преврат в Царство България, извършен през нощта на 8 срещу 9 юни 1923 година от армейски части под ръководството на Военния съюз, с който е отстранено правителството на Българския земеделски народен съюз (БЗНС) начело с Александър Стамболийски. В подготовката на преврата участва и Народният сговор, а впоследствие той получава подкрепата на повечето опозиционни сили, като се изключи втората по големина парламентарна партия – Българската комунистическа партия (тесни социалисти) (БКП т. с.).

## Подготовка
Още на конгреса си в края на 1922 година Военният съюз взима решение за отстраняване с преврат на правителството на Стамболийски. През януари се появяват слухове за това, които достигат до правителството. През април 1923 година БЗНС печели предсрочните парламентарни избори, получавайки 52% от гласовете и 212 от 245 места в парламента. В същото време партията изпада във все по-тежка политическа изолация, конфронтирайки се с традиционните партии от Конституционния блок, много от водачите на които са в затвора, с БКП, която смята правителството за свой главен враг и го определя като „фашистко“, с Военния съюз, който официално е забранен, но обединява много действащи и запасни офицери, и с Вътрешната македонска революционна организация (ВМРО), която правителството се ангажира да унищожи с Нишкото споразумение.
След съставянето на новия парламент през май, Военният съюз активизира своите организации и провежда събрания на офицерите в различни гарнизони, подготвяйки се за военен преврат, като сведения за това изтичат в печата. Установени са контакти с ВМРО (секретарят на Военния съюз Никола Рачев се среща в Пиринско с Тодор Александров). На 25 май е определена датата на преврата, изготвени са подробни планове на операцията с разпределение на целите и задачите на отделните подразделения. Цар Борис III осъжда това деяние.

## Провеждане на преврата
Превратът е проведен съгласно предварителните планове – действията в София започват в 3 часа сутринта на 9 юни, а половин час по-късно, след телеграфно потвърждение, започват да действат организациите в гарнизоните в провинцията. За действията в София отговарят Велизар Лазаров и Дамян Велчев – те, както и много други запасни офицери, обличат униформите си и поемат командването на военни части. Лазаров е обявен за началник на Софийския гарнизон и ръководи обезоръжаването на полицията и Оранжевата гвардия в столицата.
В резултат на преврата е свалено правителството на Александър Стамболийски и е образувано ново – начело с Александър Цанков и включващо представители на всички опозиционни партии, с изключение на комунистите. Министрите се събират в 10 часа предишната вечер в дома на Иван Русев. Тук в четири и половина през нощта Лазаров и Велчев им докладват за успеха на преврата. Цар Борис III, след като изчаква потвърждение от гарнизоните в страната и реакцията на чуждите посолства, утвърждава с указ новото правителство по обяд на 9 юни.
В преврата активно участват и автономистите от ВМРО. Дейци на ВМРО убиват Райко Даскалов и други земеделски водачи и сътрудничат на Цанков срещу левицата.

## Опити за съпротива
На отделни места има опити за съпротива от страна на земеделски активисти и отделни групи доброволно присъединили се към тях комунисти, останали в историята като Юнско въстание. Най-мащабна е дейността на въстаниците в Плевенско и Шуменско. Почти цял Плевен е завзет. Въстанието обаче няма организиран характер, единно ръководство и повсеместен обхват, което спомага за смазването му от правителствените гарнизони.
Ръководството на БКП се отказва да се намеси в защита на сваленото земеделско правителство, заемайки „позиция на неутралитет“. ЦК на БКП преценява, че става дума за уреждане на сметки между „селската и градската буржоазия“. Ръководството ѝ оказва активен натиск върху местни структури да не подкрепят съпротивата на земеделците.
В Славовица, където се намира и Стамболийски, се събират към 3 хиляди зле въоръжени селяни от околните села и под негово ръководство на 10 юни се разполагат в околностите на Пазарджик, където са разпръснати от армията. Александър Стамболийски отива в село Голак, откъдето е родом жена му и е заловен там от общинските власти на 14 юни. Предаден е на коменданта на Пазарджик Славейко Василев и е отведен в града. По нареждане от новото правителство, той е убит от група на ВМРО, водена от Величко Велянов.
Под натиска на Коминтерна в БКП се засилва мнението, че трябва да се противопостави на превратаджиите и комунистическата партия е принудена да обяви курс към въоръжено въстание, което е планирано за септември 1923 г. (Септемврийското въстание).